# Habiba Sarabi
Habiba Sarabi (Mazar-e Sarif, 1956), médica hematòloga y política afgana.

## Vida
Es una destacada reformista de la reconstrucción post-talibán en Afganistán. El 2005, era nombrada gobernadora de la Provincia de Bamiyan por el presidente Hamid Karzai, siendo la primera mujer designada gobernadora de cualquier provincia del país. Previamente, había ejercido en el gobierno de Karzai los Ministerios de la Mujer y de Cultura y Educación. Sarabi ha sido decisiva promoviendo los derechos de la mujer y en temas de representación y de medio ambiente. Pertenece a la etnia hazara de Afganistán.

## Biografía
Habiba Sarabi nació a Mazar-e Sarif y pasó su juventud viajando por todo el país con su padre. Más tarde, se trasladó a Kabul para asistir al instituto y para estudiar medicina en la universidad. Después de graduarse, obtuvo una beca de la Organización Mundial de la Salud para ir a la India a completar sus estudios de hematología.
Durando el régimen de los talibanes en la Afganistán, la doctora Sarabi y sus hijos huyeron a Peshawar (Pakistán), pero regresaban frecuentemente en secreto. Su marido se quedó en Kabul para ocuparse de su familia. También trabajaba clandestinamente como maestra de chicas, en Afganistán y en los campos de refugiados afganos en Pakistán. En 1998, entró al Instituto Afgano de Enseñanza y llegó a ser directora general. Ha sido vicepresidenta de la organización Asistencia Humanitaria para las Mujeres y los Niños de Afganistán. 
Como gobernadora, ha anunciado que uno de sus focos de interés será el turismo como fuente de ingresos. La provincia ha sido históricamente una fuente de cultura budista y era la localización de los antiguos Budas de Bāmiyān, las dos estatuas gigantes destruidas por los talibanes antes de la guerra. Incluso así, Bamiyan continúa siendo una de las provincias más pobres y más subdesarrolladas de Afganistán, con una lista de problemas incluyendo tasas altas de analfabetismo y pobreza.
En el año 2008, la revista Time la incluyó en su lista de Héroes del Medio ambiente, en parte por su contribución en la creación del Parque Nacional de Band-e Amir, a Bamiyan.
En 2008, Azra Jafari seguía los pasos de la doctora pionera Sarabi al conseguir ser la primera mujer afgana en ocupar una alcaldía en Afganistán.